# Schlacht am Yellow Ford
Clontibret – Carrickfergus – Yellow Ford – Curlew Pass – Cahir Castle – Moyry Pass – Kinsale – Dunboy
Die Schlacht am Yellow Ford (irisch Beal an Atha Buidhe) fand am 14. August 1598 während des Neunjährigen Krieges südlich von Armagh (irisch Ard Mhacha) (im heutigen Nordirland) statt. Gegner waren die irischen Rebellentruppen unter Aodh Mór Ó Néill und Aodh Ruadh Ó Domhnaill (englischer Name Red Hugh O’Donnell) sowie eine englische Armee unter Henry Bagenal, die von der Stadt Armagh aus ein Fort am Fluss Blackwater erreichen wollten. Bei diesem Marsch gerieten sie in einen Hinterhalt der Rebellen, bei dem sie schwere Verluste hinnehmen mussten.

## Die Schlacht
Der Landstrich, durch den die englischen Truppen marschieren mussten, war hügelig, bewaldet und mit Mooren übersät – ideal für einen Hinterhalt. Zusätzlich hatte O’Neill an dem von ihm vorausgeahnten Weg Schützengräben ausheben und Brustwehren errichten lassen. Bereits kurz nach dem Verlassen der Stadt Armagh gerieten die englischen Truppen in Musketenfeuer, das die verschiedenen englischen Kompanien voneinander trennte. Ein Artilleriegeschütz blieb zudem im Schlamm stecken, was die zurückgebliebene Gruppe weiter zurückwarf, da sie versuchte, das Geschütz wieder frei zu bekommen.
Noch mehr Chaos und Verzweiflung unter den englischen Truppen kam auf, als Bagenal durch einen Kopfschuss getötet wurde sowie ein englisches Lager für Schießpulver explodierte. Diese Konfusion nutzten die irischen Truppen aus – die Reiter, gefolgt von Fußsoldaten mit Schwertern stürzten sich in den Kampf, bei dem die englischen Truppen regelrecht niedergemetzelt wurden. Die übriggebliebenen englischen Soldaten versuchten, sich ihren Weg zurück nach Armagh zu erkämpfen, was ihnen schließlich auch gelang. Doch die irischen Truppen verfolgten sie und belagerten nun die Stadt. Nach dreitägigen Verhandlungen konnten die englischen Truppen Armagh verlassen, mussten jedoch ihre Waffen und Munition zurücklassen.
Die englischen Truppen hatten während dieser Schlacht zwischen 1500 und 2000 Tote zu beklagen – einschließlich 18 hochrangiger Offiziere. Weiterhin desertierten mehrere hundert Soldaten zu den Rebellen. Von den mehr als 4000 Soldaten, die Armagh verließen, kehrten nur knapp 2000 wieder zurück. Auf Seiten O’Neills gab es ca. 200 Tote und 600 Verletzte.